# گالبانوم

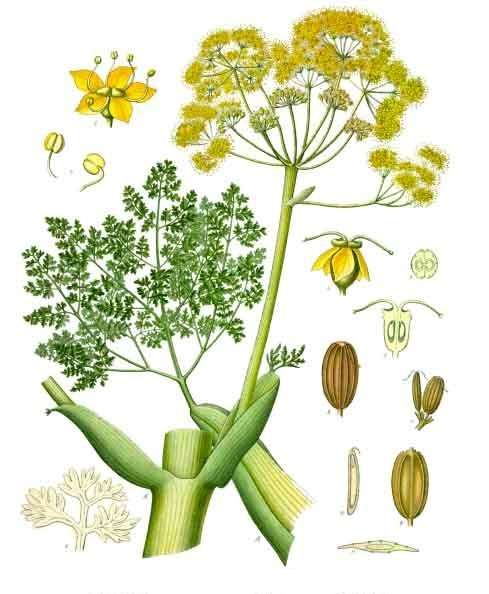
Ferula gummosa که از آن گالبانوم به‌دست می‌آید.

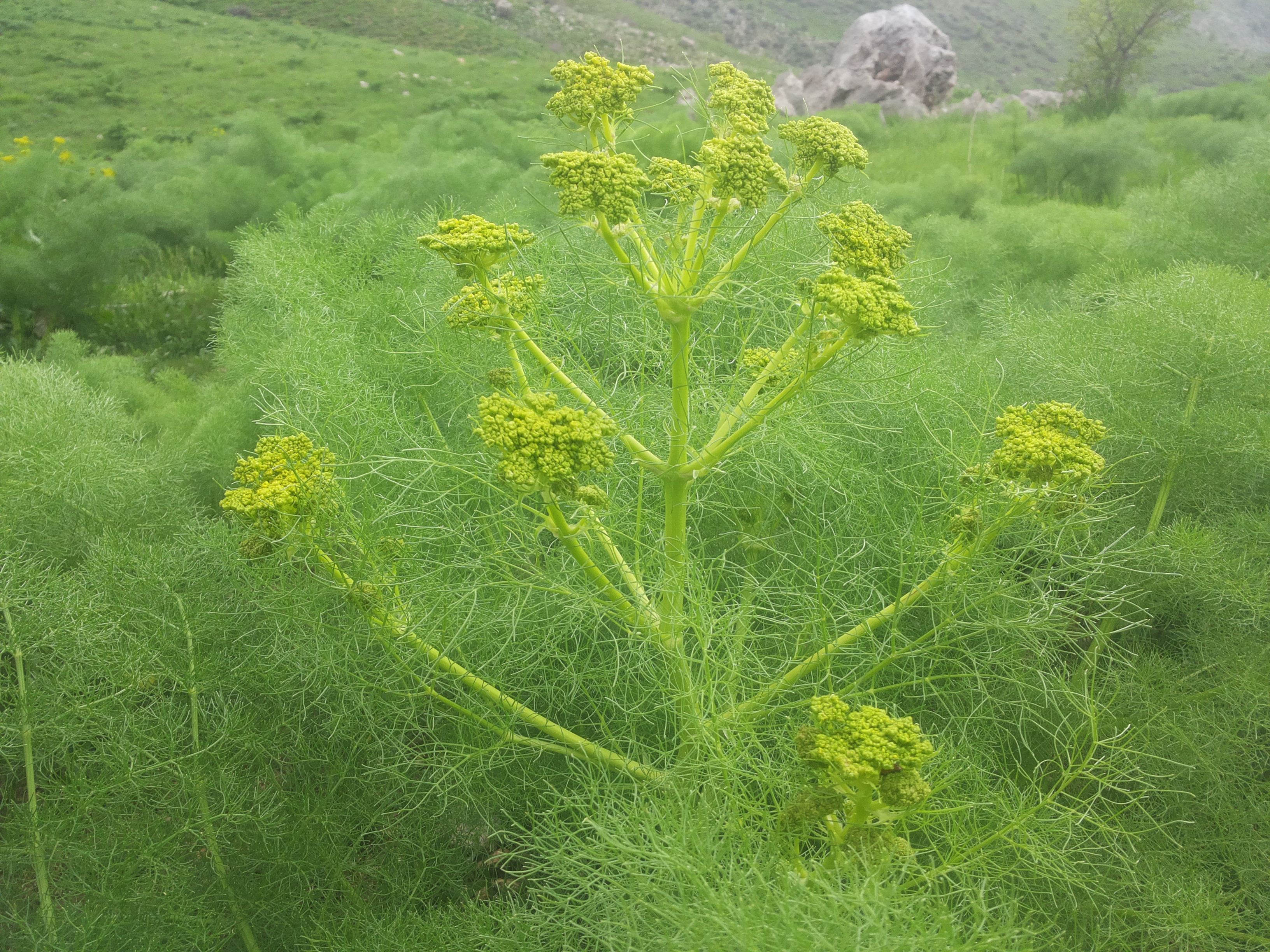
گل گالبانوم کوه‌های کردستان دراورامان.

گالبانوم یک صمغ سقزی معطر و محصولی از گونه‌های گیاهی چتریان ایران از جنس آنقوزه، و عمدتاً باریجه (مترادف با F. galbaniflua) و Ferula rubricaulis است. گیاهان گالبانوم در دامنه‌های رشته‌کوه‌های شمال ایران به وفور رشد می‌کنند. معمولاً به‌صورت توده‌های سخت یا نرم، نامنظم، کم و بیش شفاف و درخشان، یا گاهی به صورت تکه‌های جداگانه، به رنگ قهوه‌ای روشن، زرد یا زرد متمایل به سبز ظاهر می‌شود. گالبانوم طعمی نامطلوب، تلخ، بویی عجیب، تا حدودی مشک‌آلود و عصاره‌ای سبز تند دارد. با وزن مخصوص ۱٫۲۱۲، حاوی حدود ۸٪ ترپن است. حدود ۶۵ درصد از رزین آن حاوی گوگرد، حدود ۲۰٪ صمغ؛ و مقدار بسیار کمی از ماده کریستالی بی‌رنگ یومبلیفرون است. همچنین حاوی آلفا-پینن، بتا-پینن، لیمونن، کادینن، ۳-کارن و اوسیمن است.

## کاربردها

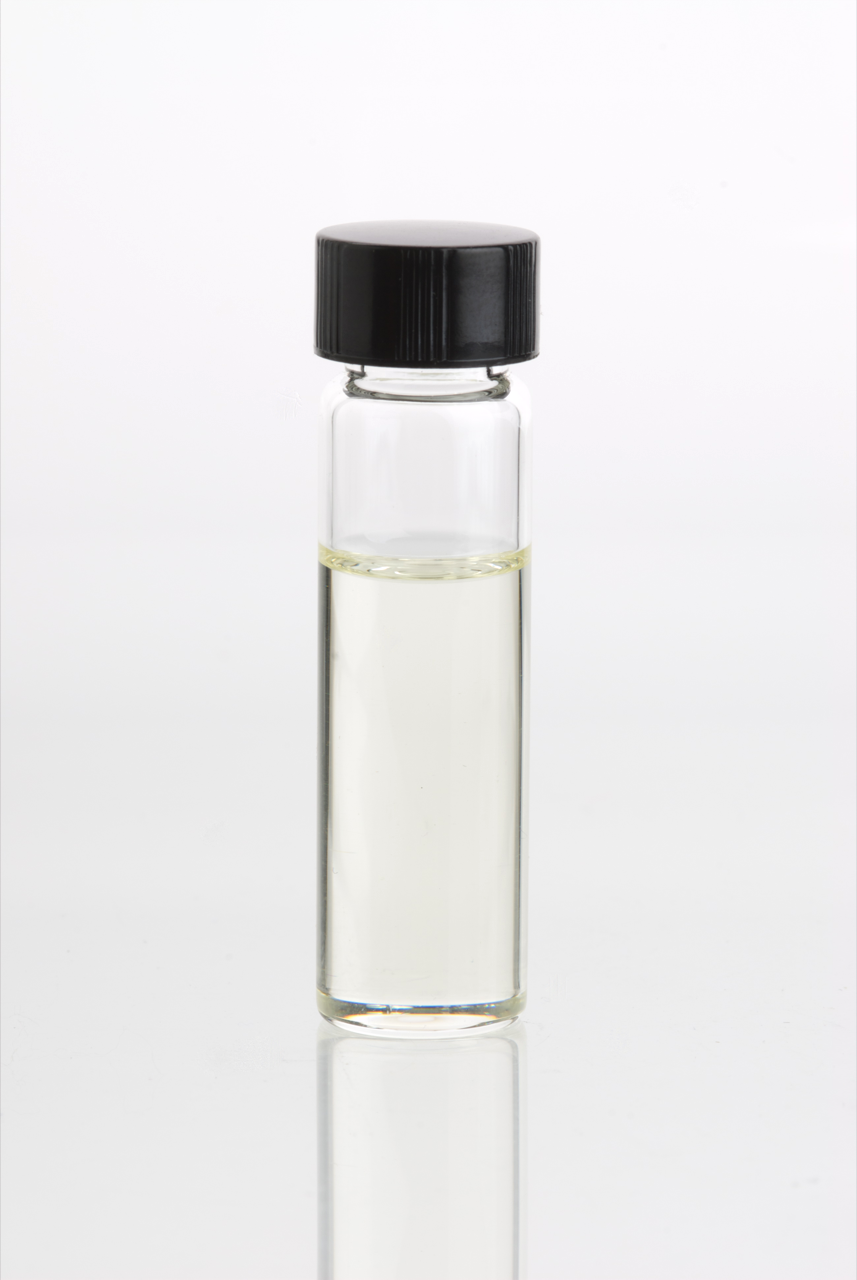
اسانس گالبانوم (Ferula gummosa) در ویال شیشه‌ای شفاف

### عطرها و رایحه‌ها
گالبانوم به‌عنوان یک ماده مقدس از دیدگاه مصریان باستان بسیار ارزشمند بود. باور بر این است که بخور "سبز" دوران باستان مصر گالبانوم بوده‌است. رزین گالبانوم دارای رایحه سبز بسیار شدید همراه با بوی تربانتین است. نت‌های اولیه رایحه‌ای بسیار تلخ، تند و عجیب هستند و پس از آن رایحه‌ای سبز، تند، چوبی و شبیه بلسان به همراه دارد. رایحه گالبانوم زمانی که رقیق می‌شود، به‌طور متفاوتی یادآور کاج (به‌دلیل محتوای پینن و لیمونن)، همیشه سبز، بامبو سبز، جعفری، سیب سبز، مشک یا سبز تند توصیف شده‌است. این روغن دارای نت بالایی مانند کاج است که در بوی رزینوئید کمتر مشخص می‌شود. دومی به‌نوبه خود دارای یک بالزامیک چوبی‌تر و صمغی مخروطی است. گالبانوم اغلب با روغن کاج جعل می‌شود.
گاهی اوقات در ساخت عطرهای مدرن استفاده می‌شود و ماده‌ای است که بوی متمایزی به عطرهای "Must" کارتیه، "Vent Vert" از بالمن، "شنل شماره ۱۹"، "Vol De Nuit" از گرلن می‌دهد. و همچنین Silver Mountain Water by کرید، رایحه لیاقت جیمز گاندولفینی که در طول فیلمبرداری فصل ششم سریال خانواده سوپرانو استفاده شد. به طور کلی تصور می‌شود که نخستین گالبانوم در عطرسازی‌های مدرن منشأ خانواده عطرهای "گرین" است، که نمونه‌ای از رایحه "Vent Vert" است که نخستین بار توسط Balmain در سال ۱۹۴۵ عرضه شد. Galbanum absolute یک مایع چسبناک قهوه‌ای است که به راحتی در طول زمان حتی با حداقل قرار گرفتن در معرض هوای حاصل از استخراج با حلال از صمغ اولئورزین گیاه به‌راحتی رزین می‌شود. مشخصات بوی آن به رنگ سبز کهربایی، شیرین، بالزامیک، صمغی با طراوت، "شبیه بوی روغن گالبانوم هنگام مخلوط شدن با لبدانوم" توصیف شده‌است. به‌عنوان نت پایه در ترکیبات عطر عمل می‌کند - که یکی از معدود نت‌های پایه سبز با منشاء طبیعی است. از آنجایی که به‌طور همزمان "سبز" و شیرین تلقی می‌شود، نقش ویژه‌تری برای ایجاد جلوه ویژه در "Chypre green"، "گل سبز"، "Chypre coniferous"، "woody Fougères" و "Aquatic Fougères" پیدا می‌کند.

### کاربرد دارویی
بقراط آن را در پزشکی به‌کار برد، و پلینی (تاریخ طبیعی xxiv. ۱۳) به آن قدرت شفابخشی فوق العاده‌ای را نسبت می‌دهد و گزارش خود را با این ادعا به پایان می‌رساند که «همین تماس آن با روغن هویج وحشی گاوی برای کشتن مار کافی است.» این دارو گهگاه در پزشکی معاصرتر، در دوزهای ۵ تا ۱۵ دانه داده می‌شد. این فعالیت‌ها "مشترک در مواد دارای رزین و روغن فرار" است. به‌کارگیری آن اکنون منسوخ شده است.

### استفاده های دیگر
نام لاتین ferula تا حدی از Ferule گرفته شده است که میله معلم مدرسه است، مانند عصا، چوب یا تکه چوب تخت که برای تنبیه کودکان استفاده می‌شود.
فرولایی به نام نارتکس (یا رازیانه غول‌پیکر) که رایحه‌ای شبیه گالبانوم دارد، دارای ساقه های توخالی بلند، مستقیم و محکم است که مانند بامبو تقسیم شده‌اند. در دوران باستان از آن‌ها به‌عنوان مشعل استفاده می‌شد و با چنین مشعل است که بنابر اساطیر یونانی، پرومتئوس که پدرش را فریب داد و مقداری از آتش او را دزدید، آتش را برای بشریت به ارمغان آورد. باکاها از ساقه‌های بامبو مانند به‌عنوان سلاح استفاده می کردند. از چنین میله‌هایی برای عصا، آتل، هم‌زدن مایعات در حال جوش و برای تنبیه بدنی نیز استفاده می‌شد.
برخی از اساطیر ممکن است به گالبانوم مربوطه انتقال داده شده باشد که از آن به‌عنوان "صمغ مادر" مقدس یاد می‌شود.
در سال ۱۸۵۸، لولا مونتز توصیه کرد که از مخلوطی از گالبانوم و گچ چوبی متصل به نوار چرمی شبیه به اپیلاسیون امروزی، به‌عنوان ابزاری برای ازمیان بردن موها از بخش‌هایی از بدن که ممکن است موهای ناخواسته بیشتر قابل مشاهده باشند، استفاده شود.